# Heimatsound-Festival

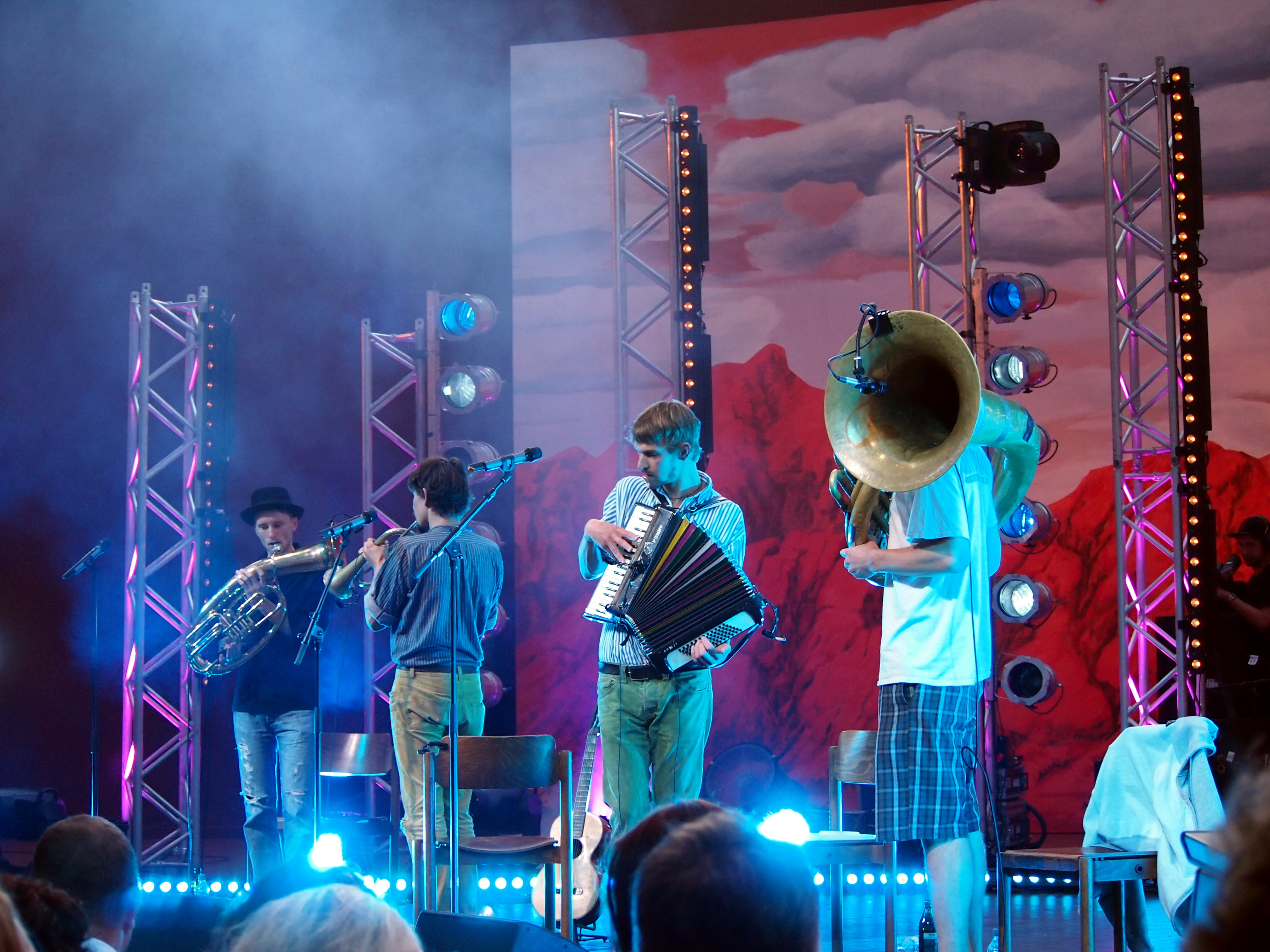
Kofelgschroa beim Heimatsound Festival 2014

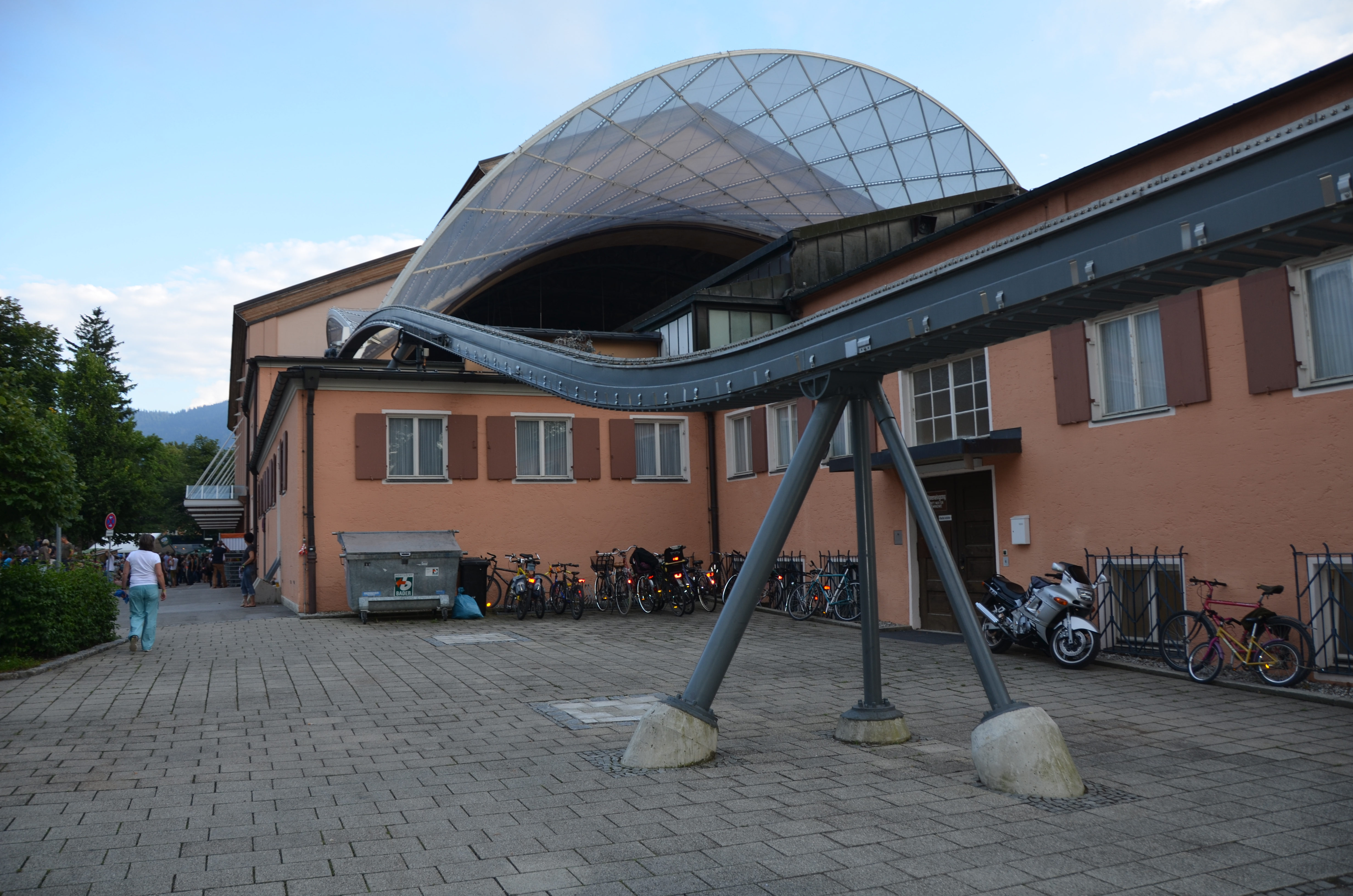
Passionstheater

Das Heimatsound-Festival (alternative Schreibweise auch Heimatsound Festival) findet seit 2013 jährlich für jeweils zwei Tage im Oberammergauer Passionstheater statt. Es treten jeweils Vertreter der alpenländischen Musikszene auf, sowohl aus dem Independent-Bereich als auch dem der Neuen Volksmusik. Dazu kommen jeweils auch die zwei Gewinner des Heimatsound-Bandwettbewerbs des Bayerischen Rundfunks.

## Veranstaltungsort
Bühne und Zuschauerraum befinden sich im Oberammergauer Passionstheater, aus dem für die Dauer des Festivals die Bestuhlung entfernt wird. Die Besucherzahl ist durch das Fassungsvermögen des Passionstheaters auf rund 4500 Besucher begrenzt. Die Eintrittskarten sind seit dem Festival 2014 schon Monate vor Bekanntgabe der auftretenden Künstler ausverkauft. Die Tickets für 2017 waren innerhalb von vier Stunden vergriffen. Die Auftritte werden vom Bayerischen Rundfunk teils live, teils zeitversetzt im Fernseh- und Radioprogramm des Senders übertragen.

## Auftretende Künstler
(Quelle: )
- 2013: Express Brass Band, Bananafishbones, Christoph Weiherer, Kofelgschroa, Fiva & Das Phantom Orchester, Jamaram, Checkstes 5, 5/8erl in Ehr’n, Ringsgwandl, Hans Söllner, Moop Mama, Attwenger
- 2014: Dexico, Ami, Keller Steff Band, Kofelgschroa, Dreiviertelblut, Django 3000, Shantel & Bucovina Club Orkestar, Ganes, Coconami, Exclusive, Der Nino aus Wien, Jesper Munk, Mathias Kellner, HMBC
- 2015: Sophie Hunger, Wanda, Willy Michl, Hubert von Goisern, Alien Ensemble, The Pullup Orchestra, Rainer von Vielen, Garish, Mundwerk-Crew, Zwirbeldirn, Hannes Ringlstetter, Lenze und de Buam, The Moonband, Hundling, Paul Istance and The Magic Mumble Jumble
- 2016: Gamskampler, Black Patti, The Whiskey Foundation, Erwin & Edwin, Konstantin Wecker, Seiler und Speer, Dicht & Ergreifend, Impala Ray, Herbert Pixner, Banda Comunale, Puts Marie, Dreiviertelblut, Pollyester, Kofelgschroa
- 2017: Granada, Django S., Voodoo Jürgens, Fiva x JRBB, Me + Marie, Jamaram, Ringlstetter, Claudia Koreck, Spider Murphy Gang, Riederinger Musikanten, Pam Pam Ida, Hans Söllner, Liann, Gudrun Mittermeier
- 2018: Lenze und de Buam, Flut, Express Brass Band, Zitronen Püppies, Buck Roger & The Sidetrackers, Kofelgschroa, Fanfare Ciocărlia, Fatoni, Moop Mama, Balloon Pilot, Folkshilfe, Molden Resetarits Soyka Wirth, Bananafishbones, Jesper Munk
- 2019: Django 3000, AVEC, Leyya, Impala Ray, Scheibsta & die Buben, Felix Kramer, Hadé, Sophie Hunger, Süden II (Schmidbauer, Pollina, Kälberer), Philip Bradatsch, Der Nino aus Wien, Erwin & Edwin, Dreiviertelblut, Dicht & Ergreifend
- 2023: Widersacher aller Liedermacher, Monika Roscher Bigband, Django 3000, Cari Cari, Pam Pam Ida, Ringlstetter und Band, Slatec, MALVA, Steiner & Madlaina, Monaco F., Black Sea Dahu, Voodoo Jürgens, Bruckner, Dicht & Ergreifend